# Асоро, Йоэль
Йоэль Йосгене Асоро (швед. Joel Joshghene Asoro; род. 27 апреля 1999, Стокгольм) — шведский футболист ганского происхождения, нападающий клуба «Мец» и сборной Швеции.

## Клубная карьера
В детстве играл за ИФК «Ханинге». Йоэль является воспитанником шведской академии «Броммапойкарна». В 2015 году он подписал контракт с «Сандерлендом», где в течение первого сезона выступал за молодёжную команду.
Перед сезоном 2016/2017 был приглашён на сборы с основой. 21 августа 2016 года дебютировал в английской Премьер-лиге поединком против «Мидлсбро», выйдя на замену на 81-й минуте вместо Дункана Уотмора.

## Карьера в сборной
Асоро — постоянный игрок юношеской сборной Швеции до 17 лет.